# Apaches de l'Ouest

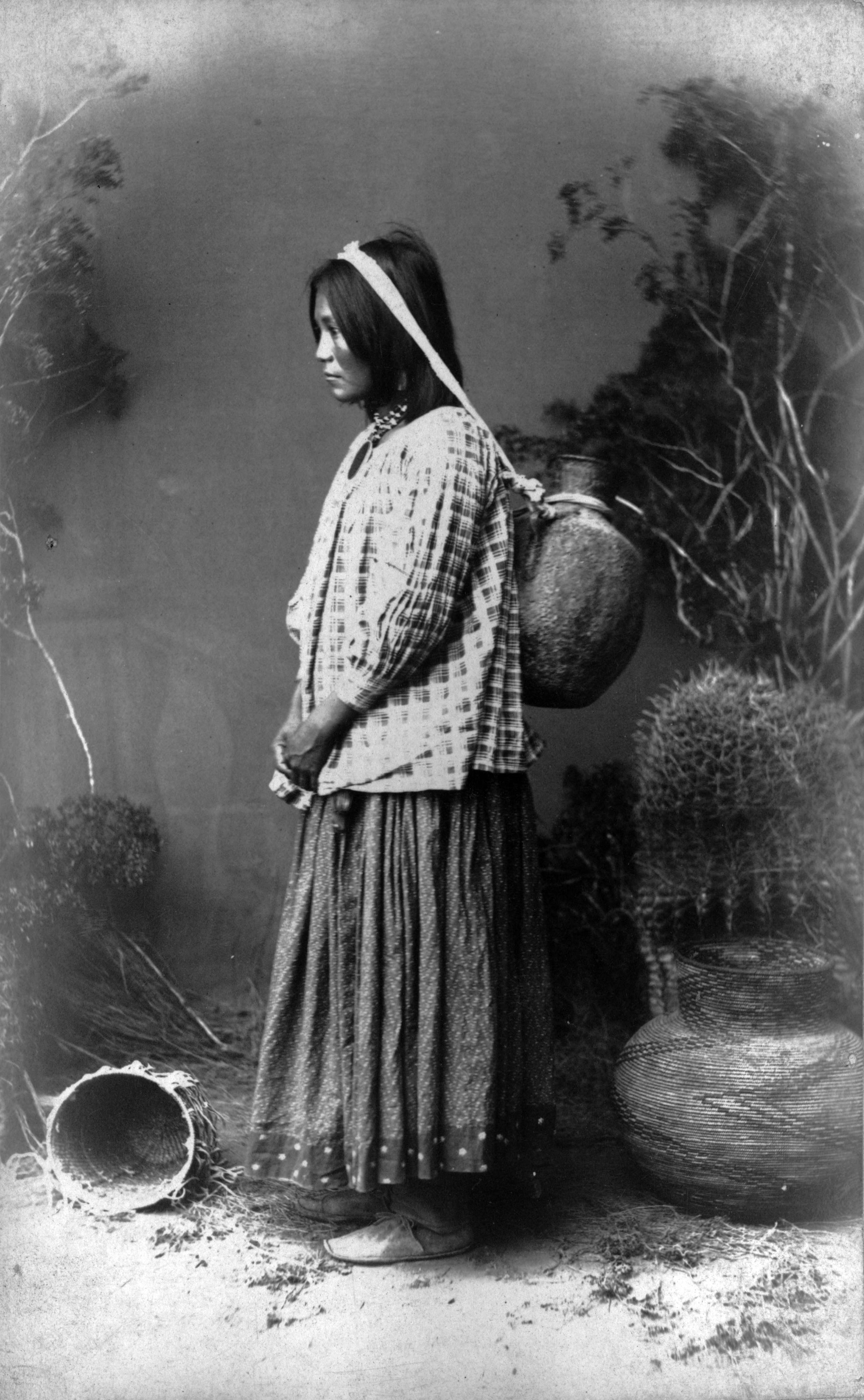
Femme apache San Carlos.

Les Apaches de l'Ouest sont un groupe d'Apaches vivant dans le Sud-Ouest des États-Unis. À l'époque du contact avec les Européens, ils occupaient une partie de l'Arizona actuel et se subdivisaient en cinq groupes : les San Carlos, White Mountain, Tonto du Nord, Tonto du Sud et Cibecue.

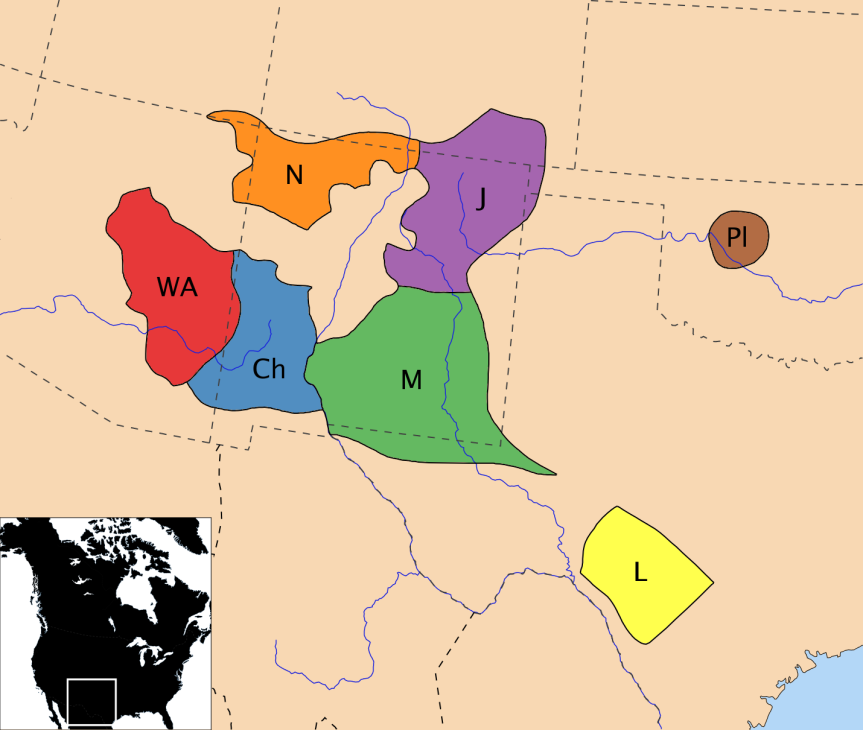
Répartition des tribus apaches au XVIIIe siècle : Ch – Chiricahuas, WA – Apaches de l'Ouest, N – Navajos, M – Mescaleros, J – Jicarillas, L – Lipans, Pl – Apaches des Plaines.